# Афшджерд
Афшджерд (перс. افشجرد) — село в Ірані, у дегестані Бакерабад, у Центральному бахші, шахрестані Магаллат остану Марказі. За даними перепису 2006 року, його населення становило 21 особу, що проживали у складі 12 сімей.

## Клімат
Середня річна температура становить 16,08 °C, середня максимальна – 35,38 °C, а середня мінімальна – -6,48 °C. Середня річна кількість опадів – 197 мм.
| Клімат поселення                              | Клімат поселення | Клімат поселення | Клімат поселення | Клімат поселення | Клімат поселення | Клімат поселення | Клімат поселення | Клімат поселення | Клімат поселення | Клімат поселення | Клімат поселення | Клімат поселення | Клімат поселення |
| Показник                                      | Січ.             | Лют.             | Бер.             | Квіт.            | Трав.            | Черв.            | Лип.             | Серп.            | Вер.             | Жовт.            | Лист.            | Груд.            |                  |
| Середній максимум, °C                         | 11,12            | 14,43            | 18,91            | 24,83            | 29,75            | 34,11            | 35,38            | 34,32            | 29,94            | 23,83            | 17,47            | 11,25            |                  |
| Середня температура, °C                       | 2,31             | 5,62             | 10,10            | 16,04            | 20,94            | 25,31            | 28,80            | 27,72            | 23,33            | 17,23            | 10,88            | 4,65             |                  |
| Середній мінімум, °C                          | −6,48            | −3,2             | 1,30             | 7,23             | 12,14            | 16,50            | 22,20            | 21,13            | 16,75            | 10,64            | 4,28             | −1,94            |                  |
| Норма опадів, мм                              | 34               | 31               | 36               | 23               | 14               | 2                | 1                | 1                | 0                | 9                | 19               | 27               |                  |
| Середньомісячна швидкість вітру, м/с          | 1.69             | 2.10             | 3.01             | 3.05             | 2.88             | 2.68             | 2.88             | 2.53             | 2.25             | 2.36             | 1.78             | 1.46             |                  |
| Середньомісячна сонячна радіація, кДж/м²·день | 9711             | 12915            | 15451            | 18867            | 22659            | 26500            | 25914            | 24327            | 21234            | 15877            | 11524            | 9424             |                  |
| --------------------------------------------- | ---------------- | ---------------- | ---------------- | ---------------- | ---------------- | ---------------- | ---------------- | ---------------- | ---------------- | ---------------- | ---------------- | ---------------- | ---------------- |
| Джерело:                                      |                  |                  |                  |                  |                  |                  |                  |                  |                  |                  |                  |                  |                  |